# Stegania trimaculata
Stegania trimaculata là một loài bướm đêm trong họ Geometridae.

## Hình ảnh

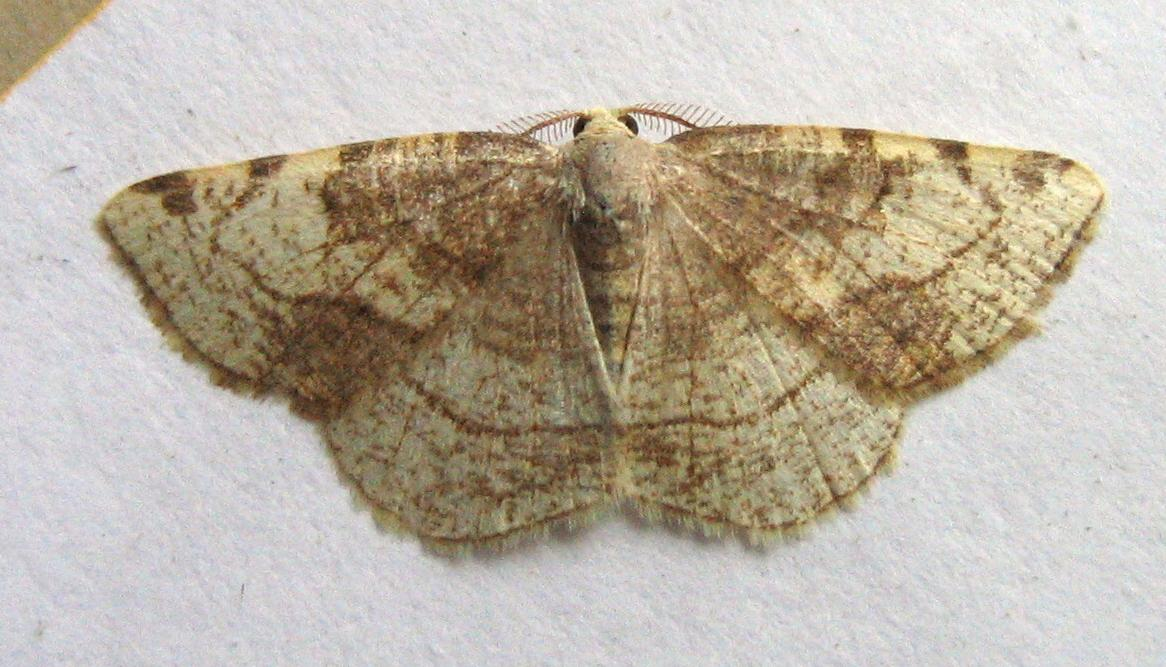
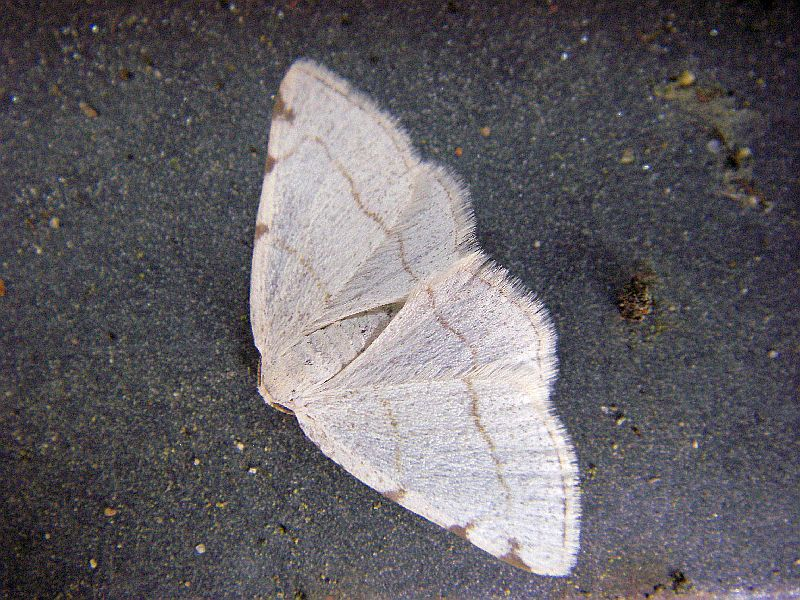
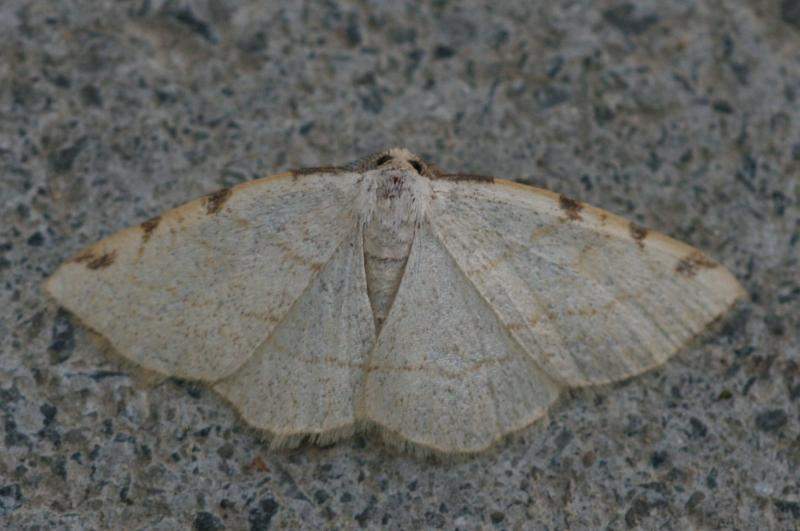
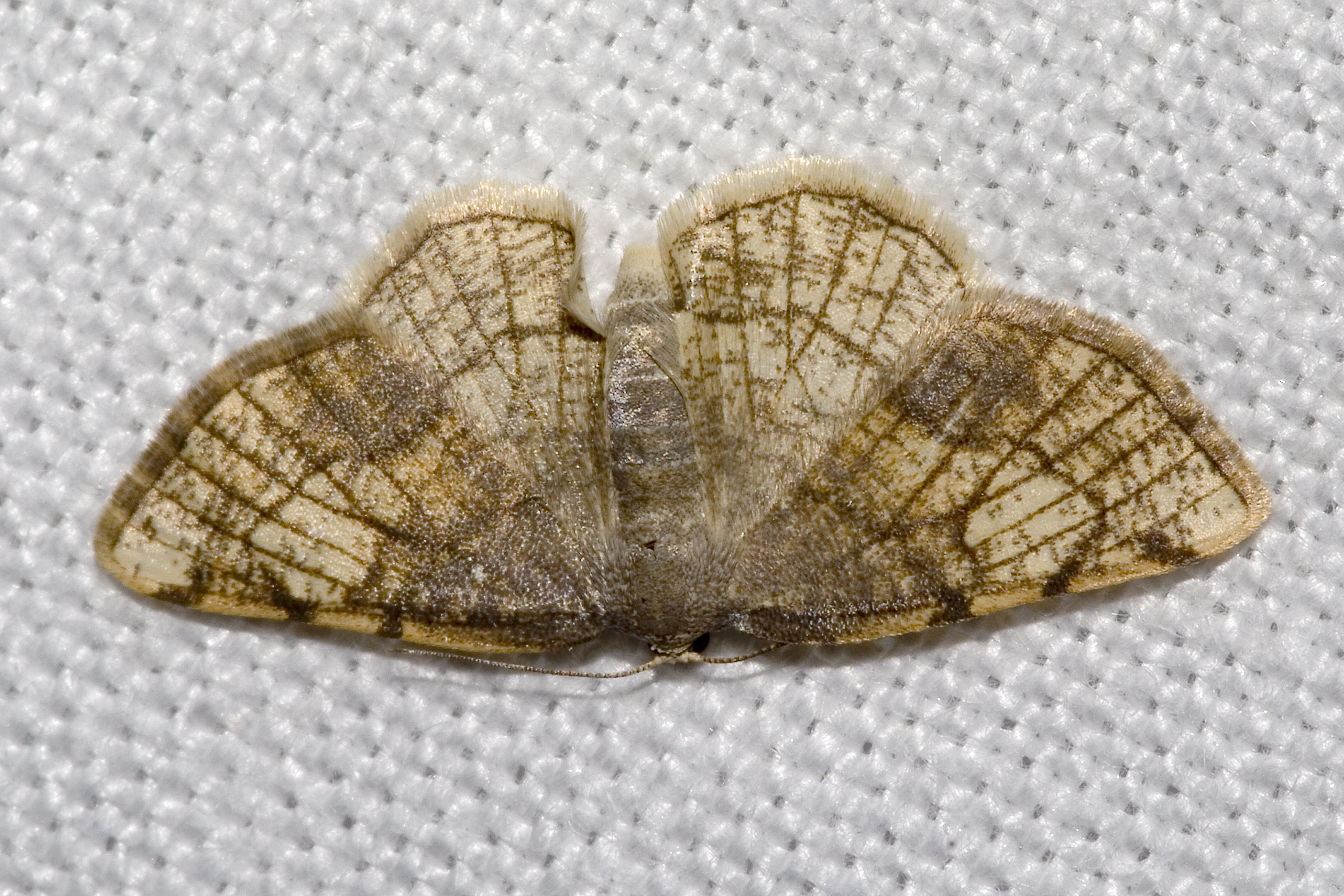